# Keith Coogan
Keith Coogan, pseudonimo di Keith Eric Mitchell (Palm Springs, 13 gennaio 1970), è un attore statunitense, nipote del più famoso Jackie Coogan.

## Biografia
Da bambino, è apparso in episodi La casa nella prateria, con il vero nome Keith Mitchell.
Vinse a 13 anni, grazie a una parte nell'episodio Scorpioni a White Rock della serie televisiva Supercar, un "Young Artist Awards" nella categoria "miglior giovane attore non protagonista".
Tra i film più importanti a cui ha preso parte possiamo ricordare Book of Love (1990), Toy Soldiers (1991), A Reason to Believe (1995), Dreamers (1999), Soulkeeper (2001).

## Filmografia

### Attore

#### Cinema
- Tutto quella notte (Adventures in Babysitting), regia di Chris Columbus (1987)
- Cugini (Cousins), regia di Joel Schumacher (1989)
- I ragazzi del surf (Under the Boardwalk), regia di Fritz Kiersch (1989)
- Un ghepardo per amico (Cheetah), regia di Jeff Blyth (1989)
- I ragazzi degli anni '50 (Book of Love), regia di Robert Shaye (1990)
- Scuola di eroi (Toy Soldiers), regia di Daniel Petrie Jr. (1991)
- ...Non dite a mamma che la babysitter è morta! (Don't Tell Mom the Babysitter's Dead), regia di Stephen Herek (1991)
- A Reason to Believe, regia di Douglas Tirola (1995)
- Dreamers, regia di Ann Lu (1999)
- Soulkeeper, regia di Darin Ferriola (2001)

#### Televisione
- La casa nella prateria (Little House on the Prairie) – serie TV, episodio 7x15 (1980)
- Supercar (Knight Rider) – serie TV, episodio 1x04 (1982)
- Python - Spirali di paura (Python), regia di Richard Clabaugh – film TV (2000)
- A Tale of Two Coreys, regia di Steven Huffaker – film TV (2018)

### Doppiatore
- Red e Toby nemiciamici (The Fox and the Hound), regia di Art Stevens, Ted Berman e Richard Rich (1981)

## Doppiatori italiani
Nelle versioni in italiano dei suoi lavori, Keith Coogan è stato doppiato da:
- Fabrizio Manfredi in Tutto quella notte e Un ghepardo per amico

Da doppiatore è sostituito da:
- Massimiliano Alto in Red e Toby nemiciamici